# Nienor
Niënor, appelée aussi Níniel, est un personnage du légendaire de l'écrivain britannique J. R. R. Tolkien, apparaissant dans les différents textes sur la malédiction de Húrin : le « Narn î Chîn Húrin » publié dans les Contes et légendes inachevés, brièvement dans Le Silmarillion et de façon détaillée dans Les Enfants de Húrin. D'anciennes versions de son histoire apparaissent dans « Turambar et le Foalókë » du Livre des contes perdus et dans « Le Lai des Enfants de Húrin » dans Les Lais du Beleriand.
Par son père elle appartient à la maison de Hador et par sa mère à la maison de Bëor. Elle naît alors que son père Húrin a été fait prisonnier par Morgoth, qui l'a maudit, lui et sa descendance pour avoir refusé de lui révéler l'emplacement de la cité cachée de Gondolin. Niënor grandit à Dor-lómin, puis à Doriath. Elle part avec sa mère à la recherche de son frère Túrin à Nargothrond, mais tombe sous la domination du dragon Glaurung, qui la rend amnésique. Découverte par son frère qu'elle n'a jamais vu, elle en tombe amoureuse et l'épouse. Alors qu'elle est enceinte de lui, Glaurung revient les attaquer et Túrin le tue. Ayant recouvré la mémoire, Niënor se suicide en se jetant dans une rivière.
Cette histoire est l'une des premières conçues par J. R. R. Tolkien pour son légendaire, et le personnage de Niënor apparaît dès la fin des années 1910.

## Caractéristiques

### Description
Alors que son frère et sa sœur aînés ressemblaient à leur mère, Niënor ressemble beaucoup à son père.

« Elle était grande et elle avait les yeux bleus, et des cheveux d'or fin, la semblance même, sous les traits d'une femme, de Húrin, son père. »

— Mablung, Narn î Hîn Húrin
Dans Les Enfants de Húrin il est parfois indiqué qu'elle a les yeux bleus mais aussi qu'elle les a gris.
Niënor ([ˈni.ɛnɔr]) signifie « deuil » en sindarin, tandis que Níniel ([ˈniːnɪ.ɛlʲ]) signifie « fille des larmes » dans cette même langue.

### Famille
|  |  | Maison de Hador | Maison de Hador | Maison de Hador | Maison de Hador | Maison de Hador | Maison de Hador |  |  | Maison de Haleth | Maison de Haleth | Maison de Haleth | Maison de Haleth | Maison de Haleth | Maison de Haleth |  |  |          |          |          |          | Maison de Bëor | Maison de Bëor | Maison de Bëor | Maison de Bëor | Maison de Bëor | Maison de Bëor |          |          |          |          |      |      |      |      |      |      |      |      |  |  |  |  |  |  |  |  |  |  |  |  |  |  |  |  |  |  |  |  |  |  |  |  |  |  |  |  |
|  |  | Maison de Hador | Maison de Hador | Maison de Hador | Maison de Hador | Maison de Hador | Maison de Hador |  |  | Maison de Haleth | Maison de Haleth | Maison de Haleth | Maison de Haleth | Maison de Haleth | Maison de Haleth |  |  |          |          |          |          | Maison de Bëor | Maison de Bëor | Maison de Bëor | Maison de Bëor | Maison de Bëor | Maison de Bëor |          |          |          |          |      |      |      |      |      |      |      |      |  |  |  |  |  |  |  |  |  |  |  |  |  |  |  |  |  |  |  |  |  |  |  |  |  |  |  |  |
|  |  |                 |                 |                 |                 |                 |                 |  |  |                  |                  |                  |                  |                  |                  |  |  |          |          |          |          |                |                |                |                |                |                |          |          |          |          |      |      |      |      |      |      |      |      |  |  |  |  |  |  |  |  |  |  |  |  |  |  |  |  |  |  |  |  |  |  |  |  |  |  |  |  |
|  |  | Galdor          | Galdor          | Galdor          | Galdor          | Galdor          | Galdor          |  |  | Hareth           | Hareth           | Hareth           | Hareth           | Hareth           | Hareth           |  |  | Baragund | Baragund | Baragund | Baragund | Baragund       | Baragund       |                |                | Belegund       | Belegund       | Belegund | Belegund | Belegund | Belegund |      |      |      |      |      |      |      |      |  |  |  |  |  |  |  |  |  |  |  |  |  |  |  |  |  |  |  |  |  |  |  |  |  |  |  |  |
|  |  | Galdor          | Galdor          | Galdor          | Galdor          | Galdor          | Galdor          |  |  | Hareth           | Hareth           | Hareth           | Hareth           | Hareth           | Hareth           |  |  | Baragund | Baragund | Baragund | Baragund | Baragund       | Baragund       |                |                | Belegund       | Belegund       | Belegund | Belegund | Belegund | Belegund |      |      |      |      |      |      |      |      |  |  |  |  |  |  |  |  |  |  |  |  |  |  |  |  |  |  |  |  |  |  |  |  |  |  |  |  |
|  |  |                 |                 |                 |                 |                 |                 |  |  |                  |                  |                  |                  |                  |                  |  |  |          |          |          |          |                |                |                |                |                |                |          |          |          |          |      |      |      |      |      |      |      |      |  |  |  |  |  |  |  |  |  |  |  |  |  |  |  |  |  |  |  |  |  |  |  |  |  |  |  |  |
|  |  |                 |                 |                 |                 |                 |                 |  |  |                  |                  |                  |                  |                  |                  |  |  |          |          |          |          |                |                |                |                |                |                |          |          |          |          |      |      |      |      |      |      |      |      |  |  |  |  |  |  |  |  |  |  |  |  |  |  |  |  |  |  |  |  |  |  |  |  |  |  |  |  |
|  |  | Húrin           | Húrin           | Húrin           | Húrin           | Húrin           | Húrin           |  |  |                  |                  |                  |                  |                  |                  |  |  | Morwen   | Morwen   | Morwen   | Morwen   | Morwen         | Morwen         |                |                | Rían           | Rían           | Rían     | Rían     | Rían     | Rían     |      |      | Huor | Huor | Huor | Huor | Huor | Huor |  |  |  |  |  |  |  |  |  |  |  |  |  |  |  |  |  |  |  |  |  |  |  |  |  |  |  |  |
|  |  | Húrin           | Húrin           | Húrin           | Húrin           | Húrin           | Húrin           |  |  |                  |                  |                  |                  |                  |                  |  |  | Morwen   | Morwen   | Morwen   | Morwen   | Morwen         | Morwen         |                |                | Rían           | Rían           | Rían     | Rían     | Rían     | Rían     |      |      | Huor | Huor | Huor | Huor | Huor | Huor |  |  |  |  |  |  |  |  |  |  |  |  |  |  |  |  |  |  |  |  |  |  |  |  |  |  |  |  |
|  |  |                 |                 |                 |                 |                 |                 |  |  |                  |                  |                  |                  |                  |                  |  |  |          |          |          |          |                |                |                |                |                |                |          |          |          |          |      |      |      |      |      |      |      |      |  |  |  |  |  |  |  |  |  |  |  |  |  |  |  |  |  |  |  |  |  |  |  |  |  |  |  |  |
|  |  |                 |                 |                 |                 |                 |                 |  |  |                  |                  |                  |                  |                  |                  |  |  |          |          |          |          |                |                |                |                |                |                |          |          |          |          |      |      |      |      |      |      |      |      |  |  |  |  |  |  |  |  |  |  |  |  |  |  |  |  |  |  |  |  |  |  |  |  |  |  |  |  |
|  |  | Túrin           | Túrin           | Túrin           | Túrin           | Túrin           | Túrin           |  |  | Lalaith          | Lalaith          | Lalaith          | Lalaith          | Lalaith          | Lalaith          |  |  | Nienor   | Nienor   | Nienor   | Nienor   | Nienor         | Nienor         |                |                |                |                |          |          | Tuor     | Tuor     | Tuor | Tuor | Tuor | Tuor |      |      |      |      |  |  |  |  |  |  |  |  |  |  |  |  |  |  |  |  |  |  |  |  |  |  |  |  |  |  |  |  |
|  |  | Túrin           | Túrin           | Túrin           | Túrin           | Túrin           | Túrin           |  |  | Lalaith          | Lalaith          | Lalaith          | Lalaith          | Lalaith          | Lalaith          |  |  | Nienor   | Nienor   | Nienor   | Nienor   | Nienor         | Nienor         |                |                |                |                |          |          | Tuor     | Tuor     | Tuor | Tuor | Tuor | Tuor |      |      |      |      |  |  |  |  |  |  |  |  |  |  |  |  |  |  |  |  |  |  |  |  |  |  |  |  |  |  |  |  |
|  |  |                 |                 |                 |                 |                 |                 |  |  |                  |                  |                  |                  |                  |                  |  |  |          |          |          |          |                |                |                |                |                |                |          |          |          |          |      |      |      |      |      |      |      |      |  |  |  |  |  |  |  |  |  |  |  |  |  |  |  |  |  |  |  |  |  |  |  |  |  |  |  |  |

## Histoire
Niënor naît en 473 P. Â. à Dor-lómin, alors que son père Húrin était prisonnier de Morgoth à la suite de la Bataille des Larmes Innombrables, Nírnaeth Arnoediad, et que sa mère Morwen avait envoyé son frère aîné Túrin à Doriath. Son père ayant refusé de révéler l'emplacement de la cité cachée de Gondolin, Morgoth le maudit lui et sa descendance. Niënor avait une sœur, Urwen, dite Lalaith « rire », mais cette dernière était morte quatre avant sa naissance. Niënor grandit sous la domination des Orientaux.
Devenue une belle jeune femme, Lorgan, chef des Orientaux, voulut l'épouser de force. La route de Doriath étant libérée des ennemis par les prouesses du Mormegil de Nargothrond, Morwen et Niënor, alors âgée de 21 ans, décident de rejoindre le royaume de Thingol. Elles y sont bien reçues mais apprennent que Túrin est parti cinq ans plus tôt et que la rumeur prétend que les Orques l'ont capturé. Plus tard, elles entendent dire que Mormegil ne serait autre que Túrin lui-même, et Morwen décide de gagner le royaume de Nargothrond qui vient de tomber pour avoir des nouvelles de son fils. Elle part en compagnie de Mablung et de quelques Elfes. Niënor les suit en cachette.
Le dragon Glaurung, qui s'est installé dans les cavernes de Nargothrond, sent leur approche et fait monter un brouillard épais du Narog. Morwen disparaît dans la brume et Niënor se retrouve isolée du groupe. Elle commet l'erreur de regarder le dragon dans les yeux et celui-ci l'ensorcelle, la rendant totalement amnésique. Mablung la retrouve et veut la ramener à Doriath, mais ils sont attaqués par des Orques sur le chemin du retour. Niënor effrayée prend alors la fuite, se débarrasse de ses vêtements et court jusqu'à épuisement dans la forêt de Brethil.
Túrin vit alors à Brethil sous le nom de Turambar. Il trouve Niënor inconsciente sur le Haudh-en-Elleth, tertre érigé en mémoire de Finduilas, morte lors de la chute de Nargothrond. Le frère et la sœur ne s'étaient jamais rencontrés et ne se reconnaissent pas. Turambar donne à Niënor le nom de Níniel, « fille des larmes » et l'amène à Ephel Brandir. Là Brandir la soigne et lui apprend à parler, tombant amoureux d'elle. Cependant Níniel aime Turambar, et ils finissent par se marier après que ce dernier a promis de ne plus partir à la guerre. Cependant, au printemps suivant Glaurung vient dans la forêt de Brethil, alors que Níniel est enceinte de deux mois. Turambar décide alors d'aller le combattre et blesse mortellement le dragon à Cabed-en-Aras. Blessé, Turambar sombre dans l'inconscience. Inquiète de ne pas avoir de nouvelles, les Hommes de Brethil pensant que son mari était mort, Níniel décide d'aller le rechercher, suivie par Brandir.
Elle trouve Turambar, et le croit mort. Glaurung agonisant lui rend alors la mémoire et lui apprend la véritable identité de son époux. Désespérée, Niënor se jette alors dans le Teiglin et s'y noie, échappant à Brandir qui voulait la retenir. Túrin reprend alors conscience et apprend par Brandir que son épouse s'est suicidée. Il refuse de croire qu'elle était en réalité sa sœur et le tue. Il rencontre Mablung peu après, qui lui confirme que Níniel n'était autre que Niënor. Túrin se suicide alors. Un tertre fut élevé en leur mémoire, bien que le corps de Niënor ne soit jamais retrouvé. Plus tard, leur mère Morwen y est inhumée. La tombe résiste à la submersion du Beleriand et en étant située sur l'île de Tol Morwen.

## Création et évolution
J. R. R. Tolkien commença au début de 1917, lorsqu'il était hospitalisé à Great Haywood après être tombé malade pendant son service au cours de la Première Guerre mondiale, à travailler sur l'histoire de Túrin. Selon le commentaire du biographe Humphrey Carpenter, l'auteur commença à écrire la première version des Enfants de Húrin en août de cette même année, pendant une rechute qu'il passa à l'hôpital de Hull. « Le conte de Turambar », titre que reçut cette version de l'histoire, fut repris par J. R. R. Tolkien avec d'autres dans Le Livre des Contes Perdus, édité et publié des années après par son fils Christopher en deux tomes. Dans le deuxième tome, où se trouve le récit complet, accompagné d'une introduction, de notes explicatives et d'une analyse, Christopher Tolkien n'offre pas de date aussi précise que celle de Carpenter et établit que l'histoire fut écrite pour la première fois quelque part entre 1917 et le milieu de 1919.
Niënor y porte le nom de Nienóri et naît avant le départ de Túrin pour Doriath. Dans cette première version, après leur mort Niënor et Túrin traversent Fôs'Almir, le bain de flammes, qui les purifie et leur permet de demeurer parmi les Valar. Cette idée fut par la suite écartée.
Tolkien voulut ensuite simplifier la dernière partie de l'histoire, en faisant recouvrer la mémoire à Niënor alors qu'elle attend encore des nouvelles de son époux, Glaurung étant mort sur le coup de la blessure que lui a porté Túrin. Niënor se suicide en se jetant dans le Celebros, sous les yeux de Túrin, de retour, et de Brandir. Cette version de l'histoire ne fut jamais achevée.

## Critique et analyse
L'histoire de Túrin et Niënor est directement inspirée du Kalevala, précisément de l'histoire de Kullervo, qui a une aventure incestueuse avec sa sœur. D'ailleurs, dès 1914, Tolkien avait entamé une réécriture de cette saga qu'il abandonna par la suite, mais qui ouvrit la voie aux Enfants de Húrin. Dans sa version, la sœur de Kullervo, non nommée dans la saga originelle, est appelée Wanōna, « pleurs », à rapprocher de la signification du nom de Níniel « fille de larmes ». Le destin de Wanōna est à peu de chose près, identique à celui de Nienor. On retrouve notamment l'idée d'une malédiction et la fin tragique de Wanōna qui se jette dans une chute d'eau.
Niënor est ainsi un des très rares personnages de J. R. R. Tolkien à commettre un suicide, encore aggravé par sa grossesse.

## Adaptations
L'histoire des enfants de Húrin n'a pas été adaptée pour la radio ou le cinéma. Néanmoins, nombre de dessinateurs s'y sont intéressés et ont réalisé des illustrations de Niënor. Certaines la représentent confrontée à Glaurung, comme Jef Murray ou John Howe, et d'autres fuyant dans la forêt de Brethil ou inconsciente au Haudh-en-Elleth, comme Ted Nasmith.